# Florian Marku
Florian Marku, född 29 september 1992 i Lushnja, Albanien, är en albansk professionell boxare och före detta MMA-utövare och kickboxare. Sedan 25 september 2021 är han världsmästare i weltervikt klassen för IBN.

## Tävlingsfacit
| Resultat | Facit  | Motståndare          | Metod       | Datum             | Rond   | Tid  | Plats               | Notering                               |
| -------- | ------ | -------------------- | ----------- | ----------------- | ------ | ---- | ------------------- | -------------------------------------- |
| Vinst    | 12–0–1 | Miguel Parra Ramirez | UD          | 25 augusti 2022   | 10     |      | Tirana, Albanien    |                                        |
| Vinst    | 11–0–1 | Chris Jenkins        | TKO         | 2 april 2022      | 4 (10) | 1:41 | Newcastle, England  |                                        |
| Vinst    | 10–0–1 | Jorick Luisetto      | PTS         | 20 november 2021  | 8      |      | London, England     |                                        |
| Vinst    | 9–0–1  | Maxim Prodan         | SD          | 25 september 2021 | 10     |      | London, England     | Vann världsmästarn titel i weltervikt. |
| Vinst    | 8–0–1  | Rylan Charlton       | TKO         | 20 februari 2021  | 8 (10) | 2:18 | London, England     |                                        |
| Oavgjort | 7–0–1  | Jamie Stewart        | PTS         | 12 december 2020  | 1      | 2:31 | London, England     |                                        |
| Vinst    | 7–0    | Muma Mweemba         | TKO         | 10 november 2020  | 1 (6)  | 1:41 | London, England     |                                        |
| Vinst    | 6–0    | Nathan Bendon        | PTS         | 12 december 2019  | 6      |      | Altrincham, England |                                        |
| Vinst    | 5–0    | Miroslav Serban      | PTS         | 20 september 2019 | 6      |      | London, England     |                                        |
| Vinst    | 4–0    | Tommy Broadbent      | KO          | 13 juli 2019      | 4 (4)  | 2:32 | London, England     |                                        |
| Vinst    | 3–0    | Jan Marsalek         | KO          | 27 april 2019     | 1 (6)  | 2:18 | London, England     |                                        |
| Vinst    | 2–0    | Ivan Godor           | TKO         | 23 mars 2019      | 2 (4)  | 1:01 | London, England     |                                        |
| Vinst    | 1–0    | Nikola Janicievic    | Domslut TKO | 1 Dec 2018        | 1 (4)  | 2:14 | Ulm, Tyskland       |                                        |